# ʿAlī ibn Mūsā ar-Ridā

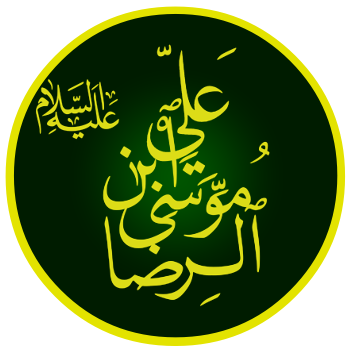
Arabischer Text mit dem Namen Ali ibn Musa und einem seiner Titel "al-Rida".

Abū l-Hasan ʿAlī ibn Mūsā ar-Ridā (arabisch أبو الحسن علي بن موسى الرضا, DMG Abū l-Ḥasan ʿAlī ibn Mūsā ar-Riḍā; persische Aussprache ʿAlī Reżā; geb. 768 in Medina; gest. August 818 in Tūs) war ein Nachfahre des Propheten Mohammed, der bei den Zwölferschiiten als der achte Imam gilt.

## Frühe Jahre
ʿAlī, ein Sohn von Mūsā ibn Dschaʿfar al-Kāzim, wurde nach Angabe des schiitischen Doxographen al-Qummī im Jahre 151 d.H. (= 768 n. Chr.) in Medina geboren. Seine Mutter war eine nubische Sklavin, deren Name unterschiedlich (Schahd, Sahā oder Tahīya) angegeben wird. Als der Vater 799 im Gefängnis verstarb, wandten sich die meisten von dessen Anhängern ʿAlī zu und erkannten ihn als Imam an. Diese Gruppe wurde Qatʿīya genannt (von arabisch قطع, DMG qaṭʿ ‚mit Gewissheit behaupten‘), weil sie den Tod Mūsās mit Sicherheit annahmen. Einige andere Anhänger des Vaters lehnten ʿAlī dagegen ab und lehrten, dass Mūsā al-Kāzim aus dem Gefängnis geflohen sei, in der Verborgenheit weile und als Mahdi zurückkehren werde. Diese Gruppe, die nicht lange bestand, wurde als Wāqifīya bezeichnet.
Die längste Zeit seines Lebens hielt sich Ali ibn Musa al-Rida in Medina auf, ohne dabei wahrnehmbar in Erscheinung zu treten. Lediglich die Überlieferung von Hadithen und die Ausgabe von Fatwas sind aus seiner medinensischen Zeit bekannt.

## Ernennung zum Thronfolger durch al-Ma'mūn
Die medinische Phase seines Lebens endete, als ihn 816 der abbasidische Kalif al-Ma'mūn in seine Residenz in Merw einlud, um ihn zu seinem Nachfolger zu bestimmen. Al-Ma'mūn wollte durch diesen Schritt den historischen Bruch zwischen Abbasiden und Aliden (bzw. zwischen Sunniten und Schiiten) heilen. Ob der Kalif selbst oder sein Wesir al-Faḍl ibn Sahl die treibende Kraft hinter diesem Schritt war, ist umstritten. Der Imam begab sich via Basra und Nischapur nach Merw, dem Plan, ihn zum Nachfolger des Kalifen zu designieren, stand er allerdings skeptisch gegenüber. Bayhaqi berichtet in seinem Werk Tarih-e Bayhaqi, dass der Imam wusste, dass der Plan nicht aufgehen würde, er sich aber dem Befehl des Kalifen nicht zu widersetzen wagte.
Die Ausrufung zum Nachfolger des Kalifen erfolgte im März 817 in Merw. Das Dokument, in dem al-Ma'mūn diese Entscheidung bekräftigte und der Öffentlichkeit verkündete, ist im Wortlaut überliefert. Zur wechselseitigen Bekräftigung der Bindung wurden 817 ʿAlī ibn Mūsā mit al-Ma'muns Tochter Umm Habib und ʿAlīs Sohn Muhammad mit al-Ma'muns Tochter Umm al-Fadl verheiratet. Al-Ma'mun verlieh dem Imam den Ehrentitel ar-Ridā, den aufständische Schiiten bereits früher als Bezeichnung für denjenigen Abkömmling Mohammeds, den die gesamte muslimische Gemeinschaft als Kalif akzeptieren würde, gebrauchten. Er lebte in Marv in einem Haus direkt neben der Residenz des Kalifen.
Als die Nachfolgeregelung offiziell bekannt gemacht wurde, verhielten sich die meisten abbasidischen Gouverneure loyal und schworen dem designierten Kalifen die Treue. Lediglich der abbasidische Regent in Basra verweigerte die Gefolgschaft und die abbasidischen Prinzen in Bagdad schlossen sich einem in der Region des Irak ausgebrochenen Aufstand an. Der Wesir al-Fadl hatte dem Kalifen wohl vorenthalten, wie groß der Widerstand im Irak gewesen war. Die dortige Bevölkerung hatte bereits die Verlegung der Residenz von Bagdad nach Marv irritiert aufgenommen, auch hatte al-Faḍl selbst dort einen schlechten Ruf. Die Ernennung des Imams ar-Riḍā zum Nachfolger des Kalifen war das Ereignis, welches das Fass zum Überlaufen brachte.
Es scheint Imam ar-Ridā selbst gewesen zu sein, der dem Kalifen die tatsächlichen Hintergründe des irakischen Aufstands vermittelte und ihn dazu bewog, mit seinem Hof nach Bagdad aufzubrechen, um die Revolte niederzuschlagen und durch seine bloße Präsenz wieder Ruhe herzustellen. Auf dem Weg dorthin wurde der Wesir al-Fadl im Februar 818 von einigen Offizieren ermordet. Als der Kalif Tūs erreichte, erkrankte ar-Ridā und starb wenige Tage später. Sein Tod wird auf das Ende des Monats Safar 203 d.H. (= Ende August 818 n. Chr.) datiert.

## Grabmausoleum und Spekulationen über seinen Tod

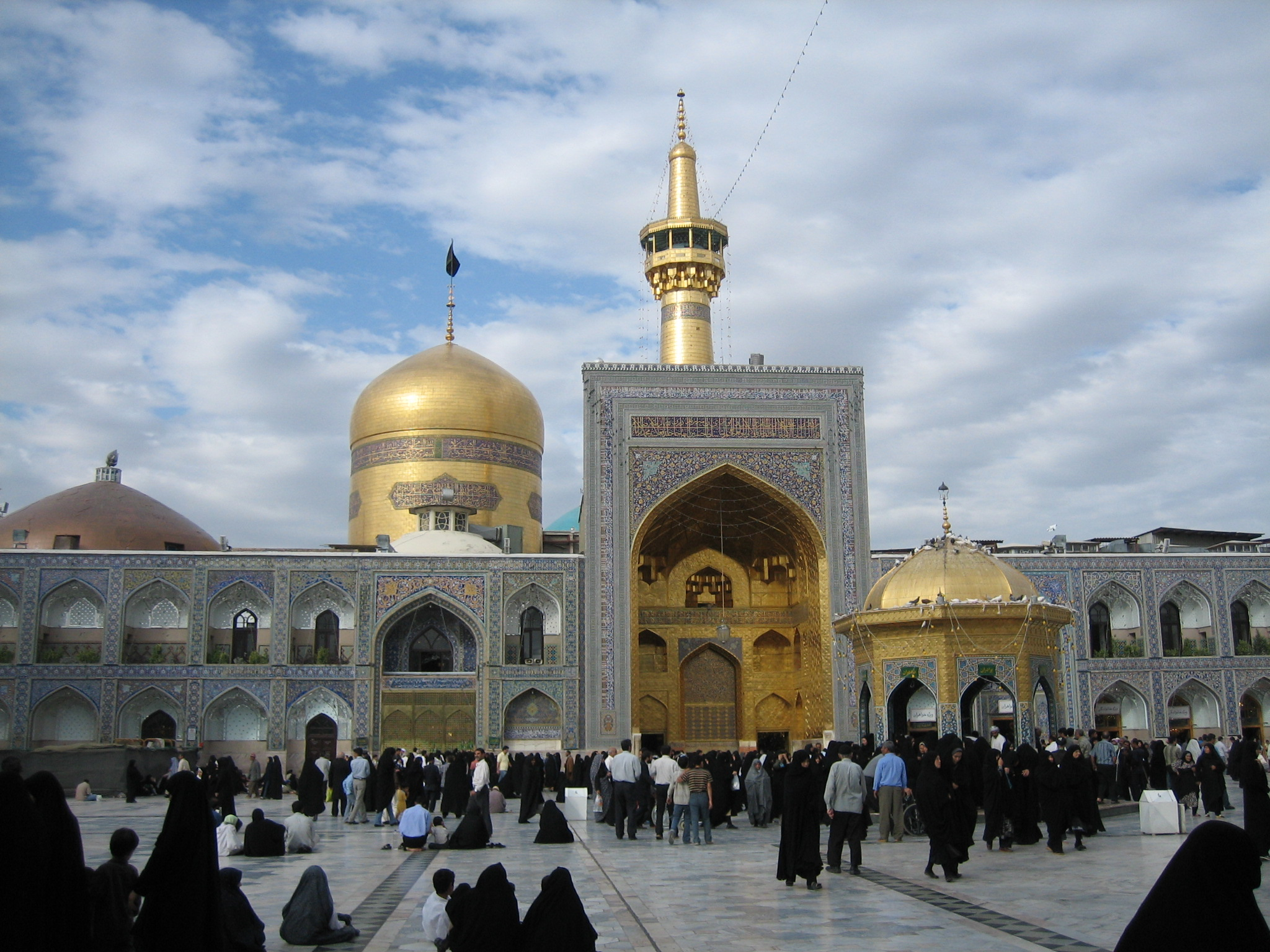
Grabmausoleum von ʿAlī ibn Mūsā ar-Ridā in Maschhad

Der kurze Abstand zwischen der Ermordung al-Fadls und dem Tod ar-Ridās ließ Spekulationen aufkommen, dass auch ar-Ridā eines nicht-natürlichen Todes gestorben sei. Der Kalif bat deshalb eine Gruppe von alidischen Verwandten ar-Ridās, darunter seinen Onkel Muhammad ibn Dschaʿfar, seinen Körper zu untersuchen, um zu bezeugen, dass er auf natürliche Weise ums Leben gekommen war. Anschließend ließ er ar-Ridā in der Nähe des Grabes seines Vaters Hārūn ar-Raschīd in dem Haus von Humaid ibn Qahtaba in Sanābād in der Nähe von Nauqān begraben. Der Ort wurde nach dem Tod des Imams zu einer der wichtigsten Wallfahrtsstätten der iranischen Schiiten. Es wurde ein Schrein zu Ehren des Imams errichtet, der heute eine der reichhaltigsten Sammlungen von Kunst- und Kulturgütern des Iran beherbergt. Verschiedene theologische Schulen des schiitischen Islam nahmen von hier ihren Ausgang.
Trotz der Maßnahmen, die al-Ma'mūn ergriffen hatte, erhoben einige spätere schiitische Autoren den Vorwurf, der Kalif habe den Imam vergiftet bzw. vergiften lassen. Andere schiitische Gelehrte wie ʿAlī ibn ʿĪsā al-Irbīlī (gest. 1317) wiesen dagegen auf die persönliche Wertschätzung hin, die al-Ma'mūn für ar-Ridā hegte, und hielten es deswegen für fernliegend, dass der Kalif ihn aus politischem Kalkül ermordet haben könnte. Später hat sich aber in der Zwölfer-Schia allgemein die Auffassung durchgesetzt, dass ʿAlī ar-Ridā „als Märtyrer starb, ermordet durch al-Ma'mūn“.

## ʿAlī ar-Ridā als Heiler
ʿAlī ar-Ridā wurde in schiitischen Kreisen schon früh als Heiler betrachtet, der über ein besonderes medizinisches Wissen verfügt. In einer Tradition, die auch in die große Hadith-Sammlung von Muhammad Bāqir al-Madschlisī (gest. 1700) aufgenommen wurde, beschreibt einer der Gefährten des Imams, wie er von ihm das Rezept für Pillen auf Basis von Kirschpflaumen erhielt, die gegen Hämorrhoidenleiden helfen sollen. Noch größere Bekanntheit hat das sogenannte „umfassende Heilmittel“ (ad-dawāʾ al-ǧāmiʿ) ʿAlī ar-Ridās erlangt, das unter anderem aus Safran, Kardamom, weißem Nieswurz und Bilsenkraut bestand.
Die schiitische Tradition schreibt ʿAlī ar-Ridā sogar einen ganzen Traktat über die Medizin zu, der als das „goldene Sendschreiben“ (risāla ḏahabīya) bekannt ist. Er soll diesen Traktat für al-Ma'mūn abgefasst haben. Das Werk wird im Namen eines gewissen Ibn Dschumhūr, der zu den Begleitern ʿAlī ar-Ridās auf seinem Weg von Medina nach Chorasan gehörte, überliefert. Im 12. Jahrhundert ist es kommentiert worden. Dieser Kommentar ist zugleich der früheste Nachweis für die Existenz des Textes.
Der Arzt und Anhänger des Niʿmatullāhīya-Ordens, Muhammad Taqī Kirmānī (gest. 1800) behauptete, im Traum von ʿAlī ar-Ridā die Geheimnisse der Alchimie erhalten zu haben. Auch ein sunnitischer Autor aus Indien, ʿAbd ar-Rahmān Tschischtī, schrieb ʿAlī ar-Ridā therapeutische Kräfte zu. Er schreibt in seiner 1654 abgefassten sufischen Biographiensammlung Mirʾāt al-asrār, dass ʿAlī ar-Ridā die Fähigkeit gehabt habe, mit seinem Blick Blinden die Sehkraft wiederzugeben und Hautkrankheiten zu heilen.

## Belege
1. ↑  Vgl. Saʿd ibn ʿAbdallāh al-Ašʿarī al-Qummī: Kitāb al-Maqālāt wa-l-firaq. Ed. Muḥammad Ǧawād Maškūr. Maṭbaʿat-i Ḥaidarī, Teheran, 1963. S. 94.
2. ↑  Vgl. Moojan Momen: An Introduction to Shiʿi Islam. The History and Doctrines of Twelver Shi'ism. Yale University Press, New Haven u. a. 1985. S. 56f.
3. ↑  Vgl. Gabrieli: Al-Ma'mūn e gli Alidi. 1929, S. 38–43.
4. ↑  Vgl. al-Qummī 94.
5. ↑  Madelung: ʿAlī al-Reżā.
6. ↑  So al-Madschlisī, zit. bei Michael Cooperson: Al-Ma'mun. Oxford: Oneworld Publications 2005. S. 76 f.
7. ↑  Vgl. Speziale: Il Trattato Aureo. 2009, S. 23.
8. ↑  Speziale: Il Trattato Aureo. 2009, S. 29–34.
9. ↑  Speziale: Il Trattato Aureo. 2009, S. 5.
10. ↑  Speziale: Il Trattato Aureo. 2009, S. 25.

| Personendaten    | Personendaten                                               |
| ---------------- | ----------------------------------------------------------- |
| NAME             | ʿAlī ibn Mūsā ar-Ridā                                       |
| ALTERNATIVNAMEN  | Imam ar-Riḍā; Imam Reza                                     |
| KURZBESCHREIBUNG | achter Imam nach dem Glauben der Zwölferschiiten (Imamiten) |
| GEBURTSDATUM     | 765 oder 768 oder 770                                       |
| GEBURTSORT       | Medina                                                      |
| STERBEDATUM      | 818                                                         |
| STERBEORT        | Tūs                                                         |